# Christine Laser
Christine Laser (née Bodner le 19 mars 1951 à Mattstedt) est une athlète allemande spécialiste du pentathlon. Elle mesure 1,79 m pour 68 kg et était licencié au SC Turbine Erfurt.

## Carrière

### Palmarès
| Date | Compétition           | Lieu     | Résultat | Performance |
| ---- | --------------------- | -------- | -------- | ----------- |
| 1972 | Jeux olympiques d'été | Munich   | 4e       | 4671 pts    |
| 1976 | Jeux olympiques d'été | Montréal | 2e       | 4 745 pts   |
| 1980 | Jeux olympiques d'été | Moscou   | —        | DNF         |

### Records
| Épreuve            | Performance | Lieu     | Date |
| ------------------ | ----------- | -------- | ---- |
| Pentathlon de 1976 | 4 745 pts   | Montréal | 1976 |
| Pentathlon de 1980 | 4 724 pts   |          | 1980 |